# Muzeologija
Muzeologija je znanost o prikupljanju, znanstvenom obrađivanju, čuvanju i izlaganju muzejskih predmeta. Dijeli se na opću muzeologiju i specijalnu muzeologiju.

## Opća muzeologija
Opća muzeologija obuhvaća povijest muzeja, njihovu namjenu, tipologiju, organizaciju rada stručnih i tehničkih službi, dokumentaciju, načela i metode izlaganja, načela zaštite i konzervacije izložaka, muzejsku pedagogiju, arhitekturu muzeja, način osvjetljavanja muzejskih izložaka i prostorija.

## Specijalna muzeologija
Specijalna muzeologija obuhvaća sve navedene discipline s obzirom na specijalnost pojedinih muzeja.
Muzeologija se naglo razvija između dva svjetska rata, a osobito poslije II svjetskog rata. U međunarodnim okvirima djeluje muzeološka organizacija ICOM (International Council of Museums), koja izdaje časopis Museum i svoj bilten ICOM News.
Od 1955. djeluje u Zagrebu Muzejski dokumentacijski centar (osnivač Antun Bauer). Centar izdaje časopise Muzeologija i Informatica museologica.

## Vanjske poveznice
- Hrvatsko muzejsko društvo
- Društvo muzealaca i galerista Istre  Arhivirana inačica izvorne stranice od 11. rujna 2012. (Wayback Machine)
- Muzejska udruga istočne Hrvatske
- Muzejski dokumentacijski centar
- Ante Vranković: Potemkinova sela našega muzeja